# 색정광

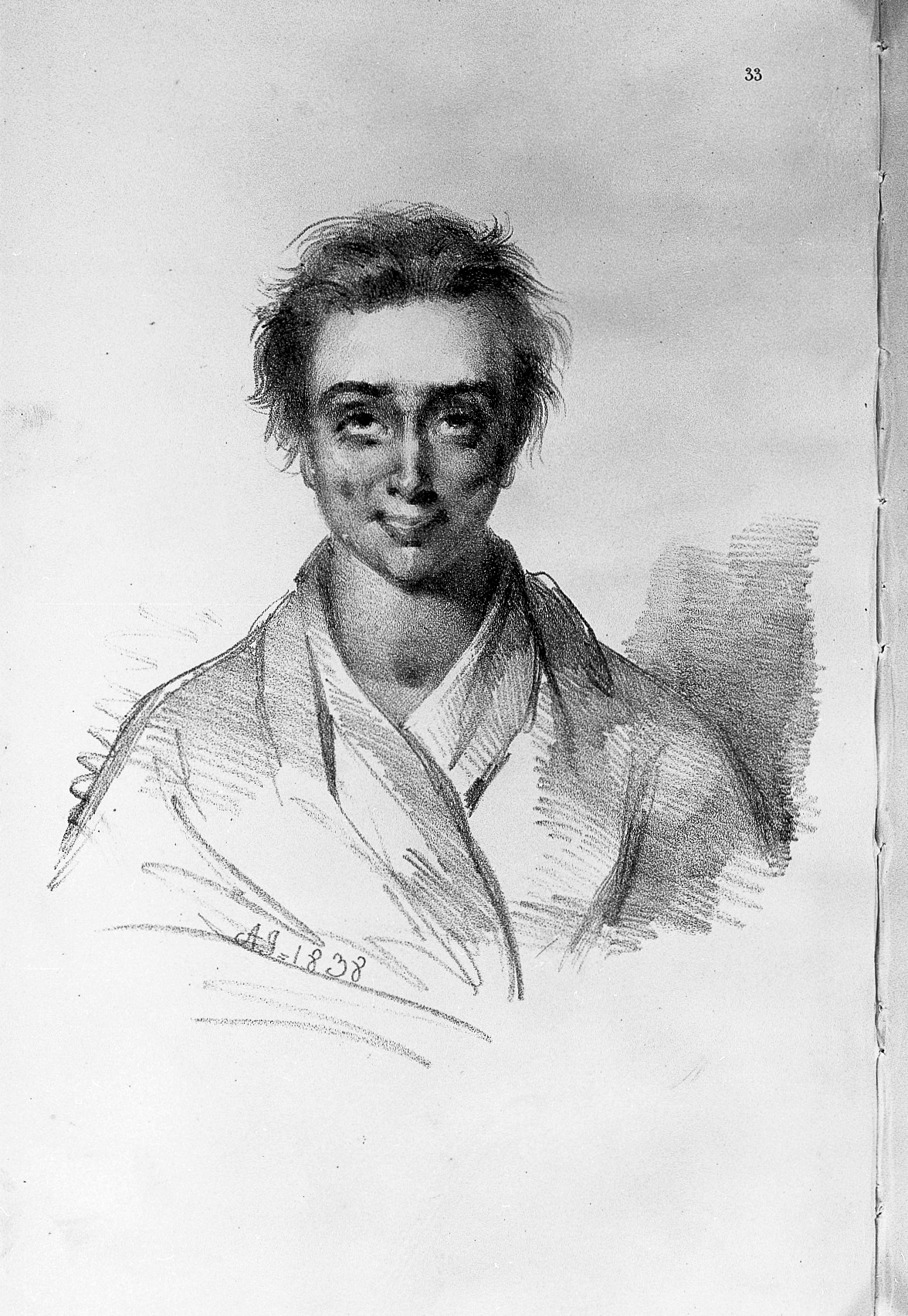

색정광(色情狂), 색정증(色情症), 색정벽(色情癖), 연정광(戀情狂), 에로토마니아(erotomania)는 다른 사람이 자신을 사랑하고 있다고 믿는 잘못된 신념이다. 정신질환 진단 및 통계 편람(Diagnostic and Statistical Manual of Mental Disorders) 제5판인 DSM-5에서는 망상 장애(delusional disorder)의 하위유형(subtype)으로 분류하고 있다. 타인이 자신에게 빠져있다는 망상을 특성으로 하는 흔하지 않은 편집증(paranoia) 증세에 해당한다. 수줍은 성격에 의존적이고 성적으로 경험이 없는 여성에게서 흔히 보인다. 망상에 빠지는 대상은 높은 사회적 지위에 있거나 재정 상태에 있거나, 유부남이거나 관심이 없는 남자인 것이 보통이다. 집착의 대상은 상상 속 인물이거나 사망하였거나 만난 적 없는 사람일 수 있다. 색정증 환자에게는 관계 망상(Delusions of reference)이 흔히 나타나, 자동차 번호판 숫자가 특이한 일은 흔한 일임에도, 이를 통하여서 자기만의 흠모대상으로부터 비밀스런 메시지를 받았다는, 타당한 근거가 없는 사고를 한다. 보통 색정증의 발단은 갑작스럽지만 경과는 만성적이다.

## 발현
색정증은 여성에게 흔하지만 남성에게 발현되면 폭력성과 스토킹과 유사한 행동을 보인다. 주요 증상으로는 타인이 몰래 자기를 사랑한다는 흔들림 없는 믿음을 가지는 것이다. 몇몇 경우에서 색정증 환자는 어떤 사람들이 갑자기 "남몰래 흠모하는 대상(secret admirer)"이 되어버린다. 대개는 주변에 아는 사람이나 만나 적 없는 사람 중 도달할 수 없는 사람으로부터 사랑받는다는 망상을 갖는다. 환자는 관계 망상과 같은 색정증과 동반하는 다른 유형의 망상을 겪기도 한다. 이러한 망상 상태에선 흠모 대상이 몸짓, 가구 배치, 색깔, 특이한 자동차 번호, 기타 유사한 흔한 행동과 같은 미묘한 수단으로 사랑하는 사람과 소통한다고 믿으며, 흠모 대상이 공인인 경우 미디어를 통해서 힌트를 준다고 믿는다. 일부 망상으로는 존재하지 않은 임신이나 출산, 아이 유괴 등과 같이 심각한 수준을 보이기도 한다. 망상 대상은 시간이 지나면서 다른 대상으로 대체되며, 일부는 고정된 형태로 만성화되기도 한다. 색정증 환자는 망상 대상이 결혼했거나 도달하지 못하거나 무관심하다는 사실을 받아들이지 못함으로써 부정(Denial)의 양상을 보이는 것을 특성으로 한다. 유령 연인(phantom lover) 역시 허구이거나 사망한 경우이다.
색정증은 원발성 색정증(primary erotomania)과 2차성 색정증(secondary erotomania)이 있다. 원발성 색정증은 일반적으로 드클레람볼트 증후군(de Clerambault's syndrome)과 Old Maid's Insanity라고도 하며, 동반되는 증상 없이 단독으로 나타나며, 급발과 함께 만성화경향을 보인다. 2차성 색정증은 망상형 조현병(paranoid schizophrenia)과 같은 정신질환과 함께 발견되며, 피해망상(persecutory delusions), 환각(hallucination), 과대사고(grandiose ideas)를 동반하며 점진적인 발현이 보인다. 고정된 증상의 환자는 지속적 망상을 보이면서 증상이 심각하며, 치료 효과도 덜하다. 이들은 보통 소심하고 의존적이며 성 경험이 없는 여성이 흔하다. 경증이거나 증상이 반복되는 경우, 망상은 단발적이어서 수년간 발견되지 않을 수 있다. 문제 행동으로는 전화, 편지, 선물, 갑작스런 방문, 지속적인 스토킹 행동 등이 있다.

## 원인
색정증은 원발성 정신장애로 나타나거나 다른 정신질병의 증상으로 나타난다. 2차성 색정증에서 망상은 양극성장애 I형(bipolar I disorder)이나 조현병(schizophrenia) 등으로 인하여 나타날 수 있다. 증상은 알코올사용장애나 항우울제 사용으로 촉발될 수도 있다. 사촌 내 혈육 중에서 정신장애 병력이 있는 경우에는 유전적 요소가 흔하기도 하다. 지그문트 프로이트(Sigmund Freud)는 색정증을 편집증, 부정, 대체(displacement), 투사(projection)라는 강력한 느낌을 야기할 수 있는 동성애 충동을 잘라내기 위한 방어기제(defense mechanism)라고 설명하였다. 이와 유사하게, 큰 상실을 당한 후에 오는 심각한 외로움(loneliness)이나 자아 결핍(ego deficit)을 다루는 방법이라고 설명하기도 한다. 색정증은 동성애나 자기애(narcissism)를 다루는 충동이 만족하지 못한 것과도 관련 있다고 한다. 색정증 환자는 측두엽 비대칭(temproal lobe asymmetry)이나 측뇌실(lateral ventricles) 비대와 같은 두뇌 이상을 보이기도 한다는 연구가 있다.

## 치료
예후는 사람마다 다르지만 이상적인 치료는 아직 완벽히 밝혀지지 않았다. 그러나 환자 개인에게 특화된 치료가 행해지면 가장 좋은 효과를 얻는다고 알려져 있다. 지금까지는 주요 약제치료로서는 투렛증후군(Tourette's Syndrome) 치료제로 승인된 항정신병제인 피모자이드(pimozide)가 있으며, 리스페리돈(risperidone)과 클로자핀(clozapine) 등도 가끔 쓰인다.
약제치료 이외에 효과를 보이는 치료법으로는 전기충격요법(electroconvulsive therapy, ECT), 지지 심리치료(supportive psychotherapy), 가족 및 환경 치료(family and environment therapy), 재수용(rehousing), 리스크 관리(risk management), 2차성 색정증의 경우 주요 장애를 치료하는 것 등이 있다. 전기충격요법은 일시적으로 망상적 신념에 차도가 보인다. 항정신병제는 망상을
약화하고 발작이나 관련 위험 행동을 줄이는데 도움을 준다. 선택적세로토닌재흡수억제제(selective serotonin reuptake inhibitor, SSRI)는 2차성 우울을 치료하는데 사용된다. 망상장애에서 피모자이드가 다른 항정신병제에 비하여 효과가 월등하다고 증명되었다. 심리사회적 정신질환 개입은 일부 사회적 기능을 가능하게 하여 삶의 질을 향상시킬 수 있으며, 동반증상 장애를 치료하는 것은 2차성 색정증 치료의 최우선책이다. 가족치료(Family therapy), 사회환경적 요소들의 정리, 망상을 긍정적인 것으로 대체하는 것른 모든 경우에 효과가 있다. 대개의 경우 혹독한 직면은 피한다. 구조화된 위험 평가(sructured risk assessment)는 폭력, 스토킹, 범죄를 수반하는 행동을 보이는 환자들이 위험 행동을 다루는 데 있어 도움이 된다.
문제가 있는 경우에서는, 신경마취성약물(neuroleptics)과 강화된 격리는 보통의 효과가 있다.

## 문화

### 영화
- 《어둠 속에 벨이 울릴 때》(Play Misty for Me, 1971년)
- 《옵세스》 (Obsessed, 2009년)
- 《위험한 정사》(Fatal Attraction, 1987년)
- 《히 러브스 미》(He Loves Me... He Loves Me Not, 2002년)
- 《시덕션》(The Seduction, 1982년)
- 《사랑을 견뎌내기》(Enduring Love, 2004년)

## 같이 보기
- 망상
- 사랑 중독
- 리머런스
- 경범죄

## 참고 문헌
- Berrios GE, Kennedy N (December 2002). “Erotomania: a conceptual history”. 《History of Psychiatry》 13 (52 Pt 4): 381–400. doi:10.1177/0957154X0201305202. PMID 12638595.
- Fitzgerald P.; Seeman M.V. (2002). 〈Erotomania in women〉.   Sheridan, Lorraine; Boon, Julian. 《Stalking and psychosexual obsession: Psychological perspectives for prevention, policing, and treatment》. New York: Wiley. ISBN 0-471-49459-3.
- Giannini AJ, Slaby AE, Robb TO (February 1991). “De Clérambault's syndrome in sexually experienced women”. 《The Journal of Clinical Psychiatry》 52 (2): 84–6. PMID 1993641.
- Kennedy N, McDonough M, Kelly B, Berrios GE (2002). “Erotomania revisited: clinical course and treatment”. 《Compr Psychiatry》 43 (1): 1–6. doi:10.1053/comp.2002.29856. PMID 11788912.
- Munro, Alistair (1999). 《Delusional disorder: Paranoia and related illnesses》. Cambridge, UK: Cambridge University Press. ISBN 0-521-58180-X.